# توپلاتس
توپلاتس (به صربی: Toplac) یک منطقهٔ مسکونی در صربستان است که در ناحیه پچینیا واقع شده‌است. توپلاتس ۵۱۹ نفر جمعیت دارد.